# Shah Gul Jahan
La princesa Shah Gul Jahan, también conocida como Kubra Jahan Begum, pero comúnmente llamada princesa Kubrah o princesa Kobra (fl. 1928–?), fue una princesa real de Afganistán.
Sus padres fueron Habibulá Khan (emir en 1901-1919) y una de sus 44 esposas, Sitara Begum. Así era una de las 28 medias hermanas del rey Amanulá Khan.
Se casó con Sardar Muhammad Husain Jan, el segundo hijo de Sardar Muhammad Umar Khan.
En 1919, su hermano Amanulá Khan subió al trono e ntentó una modernización radical de Afganistán. El harén real fue disuelto y sus esclavos manumitidos. La modernización incluyó un cambio en la posición de la mujer. Este cambio fue apoyado por la madre del rey.  Su esposa, la reina Soraya Tarzi, y sus hermanas actuaron como referentes a seguir al quitarse el velo, adoptar la moda occidental y asumir roles públicos. Kubra asumió un papel activo en la cuestión de los derechos de las mujeres.
En 1928, la princesa Sahira Begum Siraj Al Banat y su cuñada, la reina Soraya, cofundaron la organización de mujeres Anjuman-i Himayat-i-Niswan, y Kubra fue elegida para presidir la organización.   Ella debía «coordinar, supervisar y orientar» el trabajo relativo a la liberación de la mujer. Su oficina en Kabul, a la que se animaba a las mujeres a acudir para denunciar malos tratos y conocer sus nuevos derechos, contaba con una plantilla de doce personas.
Sin embargo, al ser depuesto y exiliado en 1929 su hermano, sus reformas fueron revertidas, con lo que las mujeres volvieron al purdah durante otros veinte años.